# Jagershagen
Jagershagen is een landgoed en natuurgebied in Vught. Het is eigendom van de Stichting Brabants Landschap.
Het landgoed ligt in de overgangszone van dekzand naar het beekdal van de Oude Leij en kent een mooie afwisseling van cultuurland en loofbos, waar fraaie lanen in zijn aangelegd. In het cultuurland zijn houtsingels aangelegd waarlangs vleermuizen foerageren. In het landgoed bevinden zich kraamkamers van de rosse vleermuis, die in Noord-Brabant een zeldzaamheid vormen.
Langs de Oude Leij ligt het natuurgebied Helvoirts Broek, waar dit landgoed op aansluit. Naar het noorden vindt men het landgoed Sparrendaal en in het oosten landgoed Beukenhorst.
Jagershagen is vrij toegankelijk en er is vanaf de Essche Baan een rondwandeling in het gebied uitgezet.